# Menodji Clarisse
Menodji Clarisse (nascida em 1994), profissionalmente conhecida como Melodji, é uma cantora do Chade que foi a vocalista principal do Matania, um grupo composto por cinco cantoras.

## Juventude
Menodji Clarisse nasceu em 1994 em N'Djamena, capital do Chade. Quando era criança, ela aprendeu a cantar no coro da sua igreja.

## Carreira
Melodji tornou-se parte da banda Matania em 2001, assumindo o papel de vocalista principal. A banda colocou ênfase em falar contra a violência doméstica e exigir tratamento igual para mulheres no casamento, em parte devido à sua situação um tanto única de ser um grupo musical popular composto por uma maioria de mulheres. O grupo canta em francês, árabe e saba, e Melodji contribui com os vocais em inglês, resultando no grupo sendo referido como um caldeirão cultural. O grupo, e Melodji em particular, são influenciados por Rhythm and Blues, batidas afro tradicionais e música pop americana contemporânea.
Após o sucesso de Matania em 2007 devido à sua apresentação nos Jogos CEN-SAD no Níger, Melodji lançou-se por conta própria como artista solo. A sua popularidade continuou a aumentar, e ela lançou o seu primeiro álbum solo em 2014. Chamado de Tah Hor Ndal (À volta do Fogo), o álbum foi indicado ao Prémio da Academia de Camarões. Nesse mesmo ano, Melodji foi finalista no RFI Prix Découverte.